# Тинаму чорний
Тинаму чорний (Tinamus osgoodi) — вид птахів родини тинамових (Tinamidae).

## Поширення
Вид поширений в Андах на заході Колумбії, на півночі Еквадору та у Перу.

## Спосіб життя
Практично нічого не відомо про поведінку чорного тинаму, але вона, ймовірно, схожа на поведінку його родичів. Єдине відоме гніздо було на землі і містило 2 глянсових синіх яйця. У Перу дорослі особини, які перебувають у стані розмноження, були зареєстровані в період з березня по листопад, а пташеня було знайдено у лютому.

## Підвиди
Таксон включає два підвиди:
- T. o. osgoodi Conover, 1949 — Колумбія, Еквадор.
- T. o. herskovitzi Blake, 1953 — Перу